# 英傑王
英傑王（えいけつおう、または藜、? - 紀元前503年）は、第27代箕子朝鮮王。王在位期間は、紀元前519年 - 紀元前503年。諡は英傑王。諱は藜。王位は逸民王（岡）が継承。